# La Chose (conférence de Martin Heidegger)
Pour les articles homonymes, voir La Chose.
Pour des articles plus généraux, voir Martin Heidegger et La philosophie de Martin Heidegger.
La Chose (ou Das Ding) est la conférence initiale qui ouvre un cycle de quatre conférences de  Martin Heidegger prononcées en décembre 1949 au Club de Brême, sous l'appellation générale : Einblick in das was ist - « Regard dans ce qui est » – paru dans le tome 79 de la Gesamtausgabe,  Bremer und Freiburger Vorträge , conférence répétée en 1950  par Heidegger devant l'académie bavaroise des beaux-arts, traduite et publiée en français en 1958 par André Préau, dans Essais et conférences et en 1980 dans la collection TEL. D'après Jean-François Mattéi c'est cette première conférence qui donne d'entrée la tonalité fondamentale à cette  fugue à quatre voix que constitue le cycle des Conférences de Brême. Heidegger y interroge la notion de proximité qu'il lie à la présence de « choses ». Selon le même auteur, on peut « rapprocher de cette conférence le texte du même recueil intitulé (Bâtir, Habiter, Penser), correspondant à une conférence de 1950 qui demeure très proche de La chose dont elle reprend des passages » entiers.

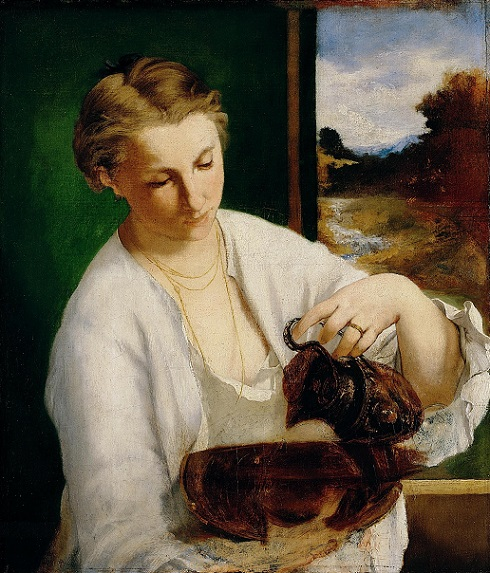
Édouard Manet - Femme à la cruche (RW 20)

« Cette conférence, dont le titre plus exact pourrait être Das Geviert, revient avec insistance sur la constitution du « Quadriparti » comme « monde » [...] Par sa seule présence, une simple chose rassemble les Quatre autour d'elle de sorte que das Ding dingt welt, « la chose chosifie le monde », c'est-à-dire ouvre le monde en mettant toute chose à sa place » écrit Jean-François Mattéi.

## Le texte

### La proximité
Heidegger part du sentiment que toutes les distances se rétractent dans le monde moderne : qu'il s'agisse des pays naguère lointains par les voyages, de l'information, et même de la vie puisque les documentaires nous dévoilent les phénomènes les mieux cachés de la germination et de la croissance des végétaux qui nous demeuraient cachés ) (p.194).
« La télévision supprime de la manière la plus radicale toute possibilité d'éloignement » (p.194).
« L'homme fait passer derrière lui la plus grande distance et place ainsi devant lui toute chose à la distance la plus petite »(p.194).
« La suppression hâtive de toutes distances n'apporte aucune « proximité », car la proximité  ne consiste pas dans le peu de distance » (p.194) « Qu'est ce que la proximité si elle demeure absente malgré la réduction des plus grandes distances aux plus petits intervalles ?[...]. Qu'est ce que la proximité, si en même temps qu'elle nous échappe, l'éloignement demeure absent ? ». Qu'est-ce que la proximité s'interroge Heidegger si : elle demeure absente malgré la suppression des distances, si même elle est écartée de par cet effort de suppression des distances, si en même temps qu'elle nous échappe l'éloignement demeure absent ?(p.195).
« Qu'en est-il de la proximité? ». On ne peut, constate Heidegger, définir directement ce qu'est la « proximité ». « Nous y arriverons plutôt en nous laissant guider par ce qui est dans la proximité. Est en elle ce que nous avons coutume d'appeler des choses »(p.196). Pour être « proche », les choses doivent d'abord être à leur « place ». D'autre part ce qui est prochain, n'est absolument pas ce qui est à la plus petite distance de nous..
Heidegger ne s'attarde donc pas sur la définition théorique de la proximité. D'emblée il affirme « dans la proximité se tient ce que nous appelons chose ; une chose c'est par exemple une cruche » .
D'autre part, « quelle est cette uniformité, dans laquelle les choses ne sont ni près ni loin, où tout est pour ainsi dire sans distance ? » (p.195),  et si ce rapprochement dans le sans distance était plus inquiétant qu'un éclatement de toutes choses. (p.195)
« L'effroyable a déjà eu lieu [...] ce qui terrifie est ce qui fait sortir tout ce qui est de son être antérieur » (p.195).
Appliqué à nous même, « quelle est cette chose qui nous met hors de nous ? ». Cette chose qui nous terrifie et nous met hors de nous « se montre et se cache dans la manière dont tout est « présent » : à savoir en ceci que malgré les victoires sur la distance, la « proximité » de ce qui est demeure absente » (p.196).

### La chose
D'où une autre question : « qu'est-ce qu'une chose ? ». En fait, chose et proximité n'ont jamais été considérés dans leur essence.« À partir d'une « cruche », Heidegger rassemble toute sa méditation de la chose et en déploie le nom de sorte que la chose puisse dire enfin tout ce que proprement elle a, à nous dire »..
« Qu'est-ce que la cruche ? » un vase qui contient en soi autre chose ? « comme vase la cruche est quelque chose qui se « tient en soi ». Se tenir en soi caractérise la cruche comme quelque chose d'autonome » En tant qu'autonome elle n'est pas seulement un objet. (p.196).
La cruche est à la fois un objet de la simple représentation et une chose qui a été produite (p.197).
Heidegger s'engage dans un raisonnement complexe tentant de déterminer ce qui fait à ses yeux l'« être » de la chose  cruche, en s'interrogeant « en quoi consiste ce qui qualifie la cruche comme cruche ? » (p.202)
« Ce qui fait de la cruche une cruche déploie son être dans le versement de ce qu'on offre, dans le don de boisson vin ou eau » (p.203). Ici prend place une expression remarquée de Heidegger :« Dans l'eau versée la source s'attarde » (p.204). 
« La cruche accomplit son être dans le versement [...] L'être de la cruche est le pur rassemblement qui verse et offre » (p.206)
« Se comporter comme « chose » c'est rassembler [...] et manifester le « Quadriparti » » (p.206-207),.
Heidegger fait un détour sur l'étymologie du terme romain res qui aurait désigné avant l'influence de la philosophie grecque tardive « ce qui concerne l'homme de quelque manière » (p.209).
« La cruche est une chose pour autant qu'elle rassemble » (p.211).
« La chose rassemble. rassemblant elle retient la terre et le ciel, les divins et les mortels »(p.211)
« La chose retient le Quadriparti. La chose rassemble le monde. Chaque chose retient le Quadriparti dans un rassemblant, lié à une certaine durée, où la simplicité du monde demeure et attend » énonce Heidegger (p.215).
Jean Beaufret résume l'ensemble « l'être de cette cruche, c'est, qu'elle rassemble en elle Das Gievert. Traduisons ce terme par Uniquadrité. Il dit, en toutes choses, l'unité encore en retrait de quatre dimensions; La Terre, le Ciel, les hommes et les dieux qui, d'en face, leur font signe, pour rappeler tout au plus qu'aucun des quatre ne peut être nommé sans la pensée des trois autres »

### Le Quadriparti
Les pages 212 à 215 détaillent l'architecture du « Quadriparti ».
« Pensant la chose de cette manière, nous nous laissons approcher par l'être de la chose: par son être qui joue le jeu du monde.[...] Nous sommes au sens rigoureux du mot ceux qui sont pourvus de choses » (p.216),.
« Quand et comment les choses viennent-elles comme des choses ? par la pensée qui nous ramène de la pensée qui représente seulement à la pensée qui se souvient. »(p.217).
« Jamais non plus les choses ne viennent comme choses par cela que nous nous tenons à l'écart des objets et que nous nous rappelons le souvenir de vieux objets d'antan qui peut être étaient en voie de devenir des choses et même d'être présents comme choses » (p.217).
« Modiques sont les choses : la cruche et le banc, la passerelle et la charrue. Mais à leur manière, l'arbre et l'étang, le ruisseau et la montagne, sont aussi des choses. Le héron et le cerf, le cheval et le taureau chacun d'eux rassemblant à sa façon, sont des choses. rassemblant chacune à sa manière, ce sont des choses que le miroir et la boucle, le live et le tableau, la couronne et la croix » (p.218)

## Le Geviert
« Dans la conférence « La Chose », Heidegger médite le sens véritable de la proximité : elle maintient l'espace de toute rencontre et laisse irradier le milieu où viennent se répondre le proche et le lointain, en un jeu du monde qui porte secrètement l'être des choses » écrit Guillaume Badoual. « Dans la Lichtung s'ouvre cette amplitude sans laquelle les choses ne peuvent justement pas entrer en rapport et se tenir dans une mutuelle proximité ; sans laquelle le lointain lui-même ne peut surgir comme tel ».
« Dans cette conférence, le Geviert ou « Quadriparti »,  est proprement nommé pour dire comment la moindre chose (par exemple : une cruche), dans sa manière de mettre le monde en cause, laisse advenir le Geviert que constituent : terre et ciel, les divins et les mortels ». « André Préau dans les Essais et Conférences parle plutôt de Quadriparti , l'essentiel est de comprendre que le quatuor du monde, est le déploiement du jeu du monde [...] dans lequel les quatre voix qui résonnent ou les quatre puissances : le ciel, la terre, l'homme, le dieu jouent de concert ». Le « Quadriparti », Das Geviert ou « écartèlement de l'être » selon une autre expression de Jean-François Mattéi représente après la période du « Tournant », une constellation de puissances, étroitement liées et dépendantes les unes des autres, elle constitue l'ultime appellation de l'Être.
La cruche est incontestablement pour l'entendement commun une chose, qui comme « contenant » se tient en elle-même. En délaissant la représentation et en nous laissant absorber par sa production par les mains du potier travaillant l'argile, nous ne quittons pas à vrai dire l'objectivation de l'objet et nous ne trouvons pas le chemin de la « choséité » de la chose. Si la production fait entrer la cruche dans ce qui lui est propre, ce qui est propre à la manière d'être de la cruche n'est jamais fabriqué par la production. Ce qui fait du vase une chose ne réside aucunement dans la matière (ici dans les parois) mais dans l'apparition du « vide qui contient ». « Le vide contient en prenant ce qu'on y verse et en retenant ce qu'il reçoit ».
« Ce qui fait de la cruche, une cruche déploie son être dans le versement de ce qu'on offre, dans le don de boisson vin ou eau ». Ici prend place une expression remarquée de Heidegger :« Dans l'eau versée la source s'attarde ». Avec la source, la terre, le ciel et sa pluie sont présents. Présents dans l'eau mais aussi dans le vin à travers le fruit de la vigne nourri du soleil et de la terre. Si le versement de ce qu'on offre constitue l'être de la cruche alors le ciel et la terre y sont présents. La boisson qui apaise la soif et égaie les réunions est destinée aux « mortels ». De même, la libation est le breuvage destiné aux dieux. Les mortels et même les divins demeurent présents dans le versement du breuvage comme le sont aussi la terre et le ciel. Tous ensemble présents, mortels et divins, terre et ciel forment le Quadriparti.
Jean-François Mattéi écrit « On verse dans une coupe la boisson destinée aux mortels pour apaiser leur soif ou pou animer leurs fêtes ; mais on offre aussi une libation aux dieux immortels lors des sacrifices pour leur rendre hommage. En croisant le versement et l'offrande, la libation et la boisson, Heidegger compose peu à peu une séquence de phrases musicales qui s'articulent les unes aux autres [...] elles aboutiront à l'issue de cette cadence parfaite où tous les motifs sont noués à l'accord final du Geviert ». Dans l'exemple de la cruche on distingue un mouvement cyclique d'essor vers le plus haut. « Partie de la terre en laquelle repose la source, la pensée découvre l'immensité du ciel qui dispense la pluie; c'est en ce point qu'Heidegger articule les quatre puissances en nommant les divins avant de faire retour aux mortels qui sont les fils de la terre. Tel est à partir de cet exemple,le rassemblement de la chose qui dans son être, fait rayonner le monde autour d'elle-même »